# حكيم واريك
حكيم واريك (بالإنجليزية: Hakim Warrick)‏ مواليد 8 يوليو 1982 في فيلادلفيا، هو لاعب كرة سلة أمريكي بدأ مسيرته الاحترافية في سنة 2005 يلعب مع فريق ملبورن يونايتد في الدوري الأسترالي لكرة السلة ويحمل الرقم 1. يبلغ طوله 6 قدم 9 بوصة (2.1 م).

## فرق لعب لها
- ميمفيس غريزليس
- ميلووكي باكز
- شيكاغو بولز
- فينيكس صنز
- نيو أورلينز بيليكانز
- شارلوت هورنتس
- لياونينغ فلاينج ليباردز
- توركو كونياسبور

## روابط خارجية
- حكيم واريك على موقع الدوري الأوروبي لكرة السلة (الإنجليزية)
- حكيم واريك على موقع إن بي أي (الإنجليزية)
- حكيم واريك على موقع سبورتس رفرنس (الإنجليزية)
- حكيم واريك على موقع كرة السلة الأوروبية.كوم (الإنجليزية)
- حكيم واريك على موقع كلية كرة السلة في سبورتس رفرنس.كوم (الإنجليزية)
- حكيم واريك على موقع ريلجم (الإنجليزية)
- حكيم واريك على موقع بروبوليرز (الإنجليزية)
- حكيم واريك على موقع سبورتس رفرنس (الإنجليزية)
- حكيم واريك على موقع سبورتس رفرنس (الإنجليزية)